# Marathon Rotterdam 2024
De NN Marathon Rotterdam 2024 vond plaats op 14 april 2024. De marathon diende net als een jaar eerder ook als Nederlands Kampioenschap. Het evenement als geheel begon al een dag eerder op 13 april en bevatte ook onder andere wandelingen en een 1/4 marathon.
De marathon werd bij de mannen gewonnen door de Nederlander Abdi Nageeye, in een nieuw Nederlands record van 2:04.45. Bij de vrouwen won de Ethiopische Ashete Bekere in 2:19.30. De Nederlandse titel bij de vrouwen ging naar titelverdedigster Anne Luijten. Haar grootste concurrente leek aanvankelijk Jill Holterman, die de tevens de Olympische Limiet van 2:26.50 probeerde te lopen. Holterman werd uiteindelijk echter pas achtste in het NK.
Voor aanvang van de marathon werd er een minuut stilte gehouden naar aanleiding van het overlijden van wereldrecordhouder Kelvin Kiptum op 11 februari. Zij weduwe was hierbij aanwezig. Kiptum zou normaal gesproken meegedaan hebben aan de marathon. Voor de start zong Lee Towers, na 30 jaar, ook voor de laatste keer You'll Never Walk Alone.

## Uitslagen[4]

### Mannen
| Plaats | Naam                  | Land      | Tijd    |
| ------ | --------------------- | --------- | ------- |
| Goud   | Abdi Nageeye          | Nederland | 2:04.45 |
| Zilver | Amedework Walelegn    | Ethiopië  | 2:04.50 |
| Brons  | Birhanu Legese        | Ethiopië  | 2:05.16 |
| 4      | Kenneth Kipkemoi      | Kenia     | 2:05.43 |
| 5      | Enock Onchari         | Kenia     | 2:06.07 |
| 6      | Lameck Too            | Kenia     | 2:06.29 |
| 7      | Godadaw Belachew      | Israël    | 2:07.45 |
| 8      | Ghirmay Ghebreslassie | Eritrea   | 2:09.13 |
| 9      | Nekagenet Crippa      | Italië    | 2:09.41 |
| 10     | Stan Niesten          | Nederland | 2:10.10 |
| 11     | Felicien Muhitira     | Rwanda    | 2:10.17 |
| 12     | Abdi Asefa Kebede     | Ethiopië  | 2:10.19 |
| 13     | Genicious Rono        | Kenia     | 2:10.22 |
| 14     | Barnaba Kipkoech      | Kenia     | 2:10.48 |
| 15     | Tom Hendrikse         | Nederland | 2:11.07 |

#### Nederlands Kampioenschap
| Plaats | Naam              | Tijd    |
| ------ | ----------------- | ------- |
| Goud   | Abdi Nageeye      | 2:04.45 |
| Zilver | Stan Niesten      | 2:10.10 |
| Brons  | Tom Hendrikse     | 2:11.07 |
| 4      | Lucas Nieuweboer  | 2:12.45 |
| 5      | Roy Hoornweg      | 2:13.00 |
| 6      | Frank Futselaar   | 2:13.43 |
| 7      | Jonathan Venema   | 2:13.45 |
| 8      | Gianluca Assorgia | 2:14.12 |
| 9      | Rik Goethals      | 2:18.16 |
| 10     | Ruben Sansom      | 2:18.25 |

### Vrouwen
| Plaats | Naam                   | Land       | Tijd    |
| ------ | ---------------------- | ---------- | ------- |
| Goud   | Ashete Bekere          | Ethiopië   | 2:19.30 |
| Zilver | Viola Kibiwot          | Ethiopië   | 2:20.57 |
| Brons  | Selly Chepyego Kaptich | Kenia      | 2:22.46 |
| 4      | Emily Chebet           | Kenia      | 2:24.49 |
| 5      | Pascalia Jepkogei      | Kenia      | 2:24.56 |
| 6      | Thalia Valdivia        | Peru       | 2:25.23 |
| 7      | Sisay Meseret Gola     | Ethiopië   | 2:25.27 |
| 8      | Maor Tiyouri           | Israël     | 2:26.39 |
| 9      | Zhanna Mamazhanova     | Kazachstan | 2:26.42 |
| 10     | Sakiho Tsutsui         | Japan      | 2:26.51 |
| 11     | Chaltu Chimdesa Kumsa  | Ethiopië   | 2:27.59 |
| 12     | Anne Luijten           | Nederland  | 2:28.47 |
| 13     | Magaly Garcia          | Venezuela  | 2:32.32 |
| 14     | Marcella Herzog        | Nederland  | 2:33.24 |
| 15     | Astrid Verhoeven       | België     | 2:34.52 |

#### Nederlands Kampioenschap
| Plaats | Naam                  | Tijd    | Opmerking                |
| ------ | --------------------- | ------- | ------------------------ |
| Goud   | Anne Luijten          | 2:28.47 |                          |
| Zilver | Marcella Herzog       | 2:33.24 |                          |
| Brons  | Maaike van Gelder     | 2:35.26 |                          |
| 4      | Saskia Weinans        | 2:42.58 |                          |
| 5      | Pauline van Donkelaar | 2:43.16 | Nederlands Kampioene V35 |
| 6      | Sanne Mooldijk        | 2:44.21 |                          |
| 7      | Nella Oenema          | 2:44.33 |                          |
| 8      | Jill Holterman        | 2:44.59 |                          |
| 9      | Lisan Duijvestijn     | 2:45.18 |                          |
| 10     | Sanne Broeksma        | 2:45.47 |                          |

1981 ·
1982 ·
1983 ·
1984 ·
1985 ·
1986 ·
1987 ·
1988 ·
1989 ·
1990 ·
1991 ·
1992 ·
1993 ·
1994 ·
1995 ·
1996 ·
1997 ·
1998 ·
1999 ·
2000 ·
2001 ·
2002 ·
2003 ·
2004 ·
2005 ·
2006 ·
2007 ·
2008 ·
2009 ·
2010 ·
2011 ·
2012 ·
2013 ·
2014 ·
2015 ·
2016 ·
2017 ·
2018 ·
2019 ·
2020 ·
2021 ·
2022 ·
2023 ·
2024 ·
2025